# Linia kolejowa nr 621
Linia kolejowa nr 621 – drugorzędna, jednotorowa, zelektryfikowana linia kolejowa łącząca rozjazd nr 101 z rozjazdem nr 201 na posterunku odgałęźnym Kalwaria Zebrzydowska.
Linia umożliwia przejazdów pociągów z Krakowa w kierunku Wadowic i Bielska–Białej bez konieczności zmiany czoła na stacji Kalwaria Zebrzydowska Lanckorona.